# Nationalparker i Albanien
Der er 14 Nationalparker i Albanien, hvoraf en er i havet. De dækker et areal på 2106,68 km2 eller ca. 6,7% af landets samlede areal. Nationalparkerne forvaltes af Albaniens Ministerium for turisme og miljø.

## Liste over nationalparker i Albanien
Verdensarvsted eller del af et
     Beskyttet havområde eller del af et
| Foto | Navn                                                                     | Areal      | Etableret | Sted                |
| ---- | ------------------------------------------------------------------------ | ---------- | --------- | ------------------- |
|      | Karaburun-Sazan Marine Nationalpark Parku Kombëtar Detar Karaburun-Sazan | 125,70 km² | 2010      | Karaburun-Sazan     |
|      | Butrint Nationalpark Parku Kombëtar i Butrintit                          | 94,24 km²  | 1966      | Butrint             |
|      | Llogara Nationalpark Parku Kombëtar i Llogarasë                          | 10,1 km²   | 1966      | Llogara             |
|      | Shebenik-Jabllanicë Nationalpark Parku Kombëtar Shebenik-Jabllanicë      | 339,27 km² | 2008      | Shebenik-Jabllanicë |
|      | Prespa Nationalpark Parku Kombëtar i Prespës                             | 277,50 km² | 1999      | Prespa              |
|      | Divjakë-Karavasta Nationalpark Parku Kombëtar Divjakë-Karavasta          | 222,30 km² | 2007      | Divjakë-Karavasta   |
|      | Theth Nationalpark Parku Kombëtar i Thethit                              | 26,30 km²  | 1966      | Theth               |
|      | Valbonëdalen Nationalpark Parku Kombëtar Lugina e Valbonës               | 80,00 km²  | 1996      | Valbonëdalen        |
|      | Tomorr Nationalpark Parku Kombëtar i Tomorrit                            | 261,06 km² | 1996      | Tomorr              |
|      | Lurë-Dejës Nationalpark Parku Kombëtar Lurë-Mali i Dejës                 | 202,42 km² | 1966      | Lurë-Dejës          |
|      | Dajti Nationalpark Parku Kombëtar i Dajtit                               | 293,84 km² | 1966      | Dajti               |
|      | Fir of Hotovë-Dangelli Nationalpark Parku Kombërar Bredhi i Hotovës      | 343,61 km² | 2008      | Hotovë-Dangelli     |
|      | Shtamë-passet Nationalpark Parku Kombëtar i Qafë Shtamës                 | 20,00 km²  | 1996      | Shtamë-passet       |
|      | Fir of Drenovë Nationalpark Parku Kombëtar Bredhi i Drenovës             | 13,80 km²  | 1966      | Drenovë             |